# Збірна Норвегії з хокею із шайбою
Збірна Норвегії з хокею із шайбою — національна команда Норвегії, що представляє країну на міжнародних змаганнях з хокею із шайбою. Опікується командою Норвезький хокейний союз. Команда є учасником  різних світових хокейних форумів ще з початку 20 століття, але значних успіхів не досягала, беручи участь, здебільшого, в кваліфікаційних раундах. Лише, починаючи з 2000 років національна чоловіча збірна Норвегії пробилася в число 16 світових хокейних збірних.

## Турнірні здобутки команди

### На чемпіонатах світу
- 1937 — 9-е місце
- 1938 — 13-е місце
- 1940–1945 – Друга світова війна
- 1949 — 8-е місце
- 1950 — 6-е місце
- 1951 — 4-е місце
- 1954 — 8-е місце
- 1956 — 2-е місце (Група «В»)
- 1958 — 7-е місце
- 1959 — 8-е місце
- 1961 — 10-е місце
- 1962 — 5-е місце
- 1963 — 1-е місце (Група «В»)
- 1964 — 2-е місце (Група «В»)
- 1965 — 8-е місце
- 1966 — 4-е місце (Група «В»)
- 1967 — 3-є місце (Група «В»)
- 1968 — 3-є місце (Група «В»)
- 1969 — 5-е місце (Група «В»)
- 1970 — 3-є місце (Група «В»)
- 1971 — 4-е місце (Група «В»)
- 1972 — 7-е місце (Група «В»)
- 1973 — 1-е місце (Група «С»)
- 1974 — 7-е місце (Група «В»)
- 1975 — 1-е місце (Група «С»)
- 1976 — 3-є місце (Група «В»)
- 1977 — 4-е місце (Група «В»)
- 1978 — 6-е місце (Група «В»)
- 1979 — 4-е місце (Група «В»)
- 1981 — 6-е місце (Група «В»)
- 1982 — 4-е місце (Група «В»)
- 1983 — 4-е місце (Група «В»)
- 1985 — 7-е місце (Група «В»)
- 1986 — 1-е місце (Група «С»)
- 1987 — 2-е місце (Група «В»)
- 1989 — 1-е місце (Група «В»)
- 1990 — 8-е місце
- 1991 — 2-е місце (Група «В»)
- 1992 — 10-е місце
- 1993 — 9-е місце
- 1994 — 11-е місце
- 1995 — 10-е місце
- 1996 — 10-е місце
- 1997 — 12-е місце
- 1998 — 5-е місце (Група «В»)
- 1999 — 12-е місце
- 2000 — 10-е місце
- 2001 — 15-е місце
- 2002 — 3-є місце (Група «В»)
- 2003 — 2-е місце (Група «В»)
- 2004 — 2-е місце (Група «А»)
- 2005 — 1-е місце (Група «А»)
- 2006 — 11-е місце
- 2007 — 14-е місце
- 2008 — 8-е місце
- 2009 — 11-е місце
- 2010 — 9-е місце
- 2011 — 6-е місце
- 2012 — 8-е місце
- 2013 — 10-е місце
- 2014 — 12-е місце
- 2015 — 11-е місцес
- 2016 — 10-е місце
- 2017 — 11-е місце
- 2018 — 13-е місце
- 2019 — 12-е місце
- 2021 — 13-е місце
- 2022 — 13-е місце
- 2023 — 13-е місце
- 2024 — 11-е місце
- 2025 — 12-е місце

### На зимових Олімпіадах
- 1920 рік – Літні Олімпійські ігри 1920 - Не пройшли кваліфікацію
- 1952 рік – Зимові Олімпійські ігри 1952 - Закінчили на 9-му місці
- 1956 рік – Зимові Олімпійські ігри 1956 - Не пройшли кваліфікацію
- 1960 рік – Зимові Олімпійські ігри 1960 - Не пройшли кваліфікацію
- 1964 рік – Зимові Олімпійські ігри 1964 - Закінчили на 10-му місці
- 1968 рік – Зимові Олімпійські ігри 1968 - Закінчили на 11-му місці
- 1972 рік – Зимові Олімпійські ігри 1972 - Закінчили на 8-му місці
- 1976 рік – Зимові Олімпійські ігри 1976 - Не пройшли кваліфікацію
- 1980 рік – Зимові Олімпійські ігри 1980 - Закінчили на 11-му місці
- 1984 рік – Зимові Олімпійські ігри 1984 - Закінчили на 12-му місці
- 1988 рік – Зимові Олімпійські ігри 1988 - Закінчили на 12-му місці
- 1992 рік – Зимові Олімпійські ігри 1992 - Закінчили на 9-му місці
- 1994 рік – Зимові Олімпійські ігри 1994 - Закінчили на 11-му місці
- 1998 рік – Зимові Олімпійські ігри 1998 - Не пройшли кваліфікацію
- 2002 рік – Зимові Олімпійські ігри 2002 - Не пройшли кваліфікацію
- 2006 рік – Зимові Олімпійські ігри 2006 - Не пройшли кваліфікацію
- 2010 рік – Зимові Олімпійські ігри 2010 - Закінчили на 10-му місці
- 2014 рік – Зимові Олімпійські ігри 2014 - Закінчили на 11-му місці
- 2018 рік — 8-е місце

## Склад команди
Склад гравців на чемпіонаті світу 2015
Станом на 17 травня 2015
Воротарі
| №  | Гравець        | Хват | Зріст  | Вага  | Дата народження | Команда           |
| -- | -------------- | ---- | ------ | ----- | --------------- | ----------------- |
| 30 | Ларс Хауген    | Л    | 183 см | 83 кг | 19 березня 1987 | ХК Мінськ         |
| 31 | Ларс Вольден   | Л    | 190 см | 87 кг | 26 липня 1992   | Регле Енгельгольм |
| 70 | Стеффен Себерг | Л    | 177 см | 78 кг | 6 серпня 1993   | Волеренга Осло    |

Захисники
| №  | Гравець                  | Хват | Зріст  | Вага  | Дата народження | Команда             |
| -- | ------------------------ | ---- | ------ | ----- | --------------- | ------------------- |
| 6  | Йонас Холес              | П    | 180 см | 93 кг | 27 серпня 1987  | Локомотив Ярославль |
| 10 | Маттіас Нерстебе         | Л    | 179 см | 82 кг | 3 червня 1995   | Брюнес Євле         |
| 17 | Стефан Еспеланд          | Л    | 184 см | 84 кг | 24 березня 1989 | Волеренга Осло      |
| 23 | Матс Трюгг               | П    | 179 см | 85 кг | 1 червня 1976   | ХК Леренскуг        |
| 42 | Генрік Едегор            | Л    | 179 см | 85 кг | 12 лютого 1988  | ХК Леренскуг        |
| 47 | Александер Бонсаксен     | Л    | 180 см | 84 кг | 20 вересня 1987 | Таппара Тампере     |
| 55 | Оле-Крістіан Толлефсен С | Л    | 188 см | 94 кг | 29 березня 1984 | Фер'єстад Карлстад  |
| 90 | Данієль Сервік           | Л    | 183 см | 83 кг | 11 березня 1990 | Волеренга Осло      |

Нападники
| №  | Гравець             | Хват | Зріст  | Вага   | Дата народження   | Команда             |
| -- | ------------------- | ---- | ------ | ------ | ----------------- | ------------------- |
| 8  | Матіас Треттенес    | Л    | 178 см | 76 кг  | 8 листопада 1993  | Ставангер Ойлерс    |
| 11 | Андреас Стене       | Л    | 190 см | 91 кг  | 1 березня 1991    | Волеренга Осло      |
| 14 | Йонас Дьюпвік Левлі | Л    | 188 см | 87 кг  | 14 жовтня 1990    | ХК Седертельє       |
| 20 | Андерс Бастіансен А | Л    | 190 см | 93 кг  | 31 жовтня 1980    | Грац Найнті-Найнерс |
| 21 | Мортен Аск          | Л    | 185 см | 88 кг  | 14 травня 1980    | Волеренга Осло      |
| 22 | Мартін Реймарк      | Л    | 184 см | 86 кг  | 10 листопада 1986 | Фер'єстад Карлстад  |
| 24 | Андреас Мартінсен   | Л    | 190 см | 100 кг | 13 червня 1990    | ХК Дюссельдорф      |
| 26 | Крістіан Форсберг   | П    | 185 см | 92 кг  | 5 травня 1986     | Ставангер Ойлерс    |
| 28 | Ніклас Роест        | Л    | 174 см | 80 кг  | 3 серпня 1986     | Спарта Сарпсборг    |
| 29 | Робін Дальстрем     | Л    | 183 см | 100 кг | 29 січня 1988     | ХК Еребру           |
| 40 | Кен Андре Олімб     | Л    | 179 см | 81 кг  | 21 січня 1989     | ХК Дюссельдорф      |
| 41 | Патрік Торесен А    | Л    | 183 см | 90 кг  | 7 листопада 1983  | СКА Санкт-Петербург |
| 46 | Матіс Олімб         | Л    | 179 см | 83 кг  | 1 лютого 1986     | Фрелунда Гетеборг   |
| 51 | Матс Росселі Ольсен | Л    | 180 см | 83 кг  | 29 квітня 1991    | Фрелунда Гетеборг   |

Тренерський штаб
| Функція              | Ім'я                 | Громадянство | Дата народження   |
| -------------------- | -------------------- | ------------ | ----------------- |
| Головний тренер      | Рой Йогансен         | Норвегія     | 27 квітня 1960    |
| Асистент тренера     | Шюр Роберт Нільсен   | Норвегія     | 3 грудня 1967     |
| Асистент тренера     | Пер-Ерік Альсен      | Швеція       | 12 листопада 1959 |
| Асистент тренера     | Кнут Йорген Стубдаль | Норвегія     | 30 червня 1961    |
| Генеральний менеджер | Бйорн Матісруд       | Норвегія     | 21 січня 1957     |

## Індивідуальні показники гравців
| Гравець               | Роки ігор за збірну  | Кількість ігор |
| --------------------- | -------------------- | -------------- |
| Томмі Якобсен         | 1992–продовжує грати | 131            |
| Джим Мартінсен        | 1980–1995            | 114            |
| Тор Мартінсен         | 1964–1980            | 113            |
| Ерік Крістіансен      | 1983–1994            | 97             |
| Петтер Торесен        | 1980–1995            | 96             |
| Оле Ескілд Даглстрьом | 1989–2005            | 96             |
| Матс Трайг            | 1999–продовжує грати | 93             |
| Петтер Сальстен       | 1987–1995            | 92             |
| Тронд Маґнуссен       | 1992–2004            | 88             |
| Торе Вікінґстад       | 1995–продовжує грати | 84             |
| Орян Льовдал          | 1983–1995            | 83             |
| Роберт Шістад         | 1991–2000            | 82             |
| Том Роймарк           | 1972–1980            | 81             |
| Пер-Оге Скредер       | 1999–продовжує грати | 79             |